# Културни центар „Петар Кочић” Мркоњић Град
Културни центар "Петар Кочић" Мркоњић Град je установа културе у Мркоњић Граду, БиХ, коју је основала Скупштина општина Мркоњић Град. Налази се на адреси Светог Саве бр. 1.

## Опште информације
Културни центар је носилац свих културних активности из области културе и спорта, као нпр: организацијом позоришних и кино представа, концерата, јавних предавања, семинара, курсева, изложби различитог садржаја, књижевних вечери, промоција књига.
Културни центар програм свог рада реализује кроз активности које су орјентисане на:
- Уметничку продукцију;
- Изградњу капацитета;
- Подизање обавештености и интересовања јавности за културу и уметност.

## Културни садржаји
Културнин садржаји и активности које се организују у Центру су подељене на циклусе на годишњем нивоу, по месецима:
- Светосавски дани културе – (јануар)
- Дан повратка – (фебруар)
- Жена стваралац – (март)
- Прољеће у Мркоњићу – (април/мај)
- Дани косидбе –  (јуни)
- Љето у краљевском граду – (јули/август)
- Јесен подно лисне горе – (септембар/октобар)
- Зима – (новембар/децембар)

Сем наведених културних садржаја, Културни центар организује и многе друге активностии из разних области:
- Издавачка делатност,
- Ликовна уметност,
- Заштита културно-историјских споменика,
- Позоришне активности,
- Промоција фолклора и фолклорне традиције,
- фестивали,
- Сарадња са другим институцијама, уметничким формалним и неформалним групама из ужег и ширег окружења.

У току године организује се око 90 различитих манифестација и програма.

## Простор
Културни центар ради и органијује своје активности на простору од 3.600 м2, и у оквиру њега се налазе:

- Две галерије,

- Спомен-соба борцима одбрамбено-отаџбинског рата,

- Хол за манифестације и пријеме,

- Позоришна сала капацитета 420 места - (партер – 300, балкон – 120),

- Гардероба за позоришне групе,
 
- Просторије Агенције за привредни развој општине Мркоњић Град,

- Просторије Јавне установе Народна библиотека, и

- Друге просторије које користе удружења грађана.

### Сарадња
Културни центар "Петар Кочић" Мркоњић Град сарађује са свим културно-уметничким друштвима са подручја општине.